# 紀元前175年

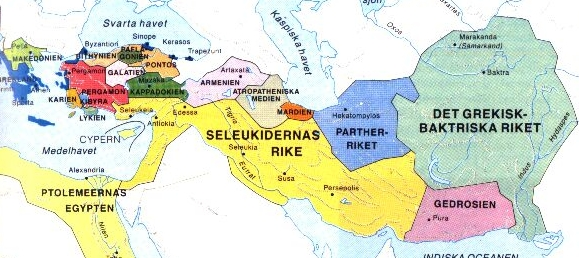
紀元前175年頃の世界

紀元前175年（きげんぜん175ねん）は、ローマ暦の年である。

## 他の紀年法
- 干支 : 丙寅
- 日本
  - 孝元天皇40年
  - 皇紀486年
- 中国
  - 前漢 : 文帝5年
- 朝鮮
  - 檀紀2159年
- 仏滅紀元 : 370年
- ユダヤ暦 : 3586年 - 3587年

## できごと

### セレウコス朝
- シリア王のセレウコス4世は、紀元前188年のアパメア条約でローマの捕虜となっている息子のデメトリオス1世と弟のアンティオコス4世を交換する手筈を整えたが、大臣のヘリオドロスはセレウコス4世を暗殺し、自らが王位に就いた。
- アンティオコス4世はヘリオドロスを追放し、デメトリウス1世がローマに捕らわれている機会を利用して王となった。
- エジプトのプトレマイオス6世は、シリアの混乱期に乗じて、かつてアンティオコス3世が征服したコイレ・シリア、パレスチナ、フェニキアの領有を主張した。シリアとエジプトの人々はローマに助けを求めたが、ローマ元老院は関与を拒んだ。
- ティマルコスはアンティオコス4世からメディア王国の総督に指名され、ペルシアからの脅威に対抗した。

### 芸術
- アナトリアのペルガモンで、祭壇の西面の建設が始まり、紀元前156年に終了した。これの修復作業が、現在ベルリンのベルリン美術館で行われている。

## 死去
- セレウコス4世、セレウコス朝シリアの王（* 紀元前217年）